# Neolithisches Subpluvial
Das Neolithische Subpluvial bzw. die Neolithische Regenzeit (engl. Holocene Wet Phase) war ein längerer Zeitabschnitt im Holozän, der sich in Nordafrika durch ein betont feuchtes Klima auszeichnete. In seinem von 7500 bis 3500 v. Chr. (bzw. von 7000 bis 3000 v. Chr.) dauernden Verlauf ergrünte die Sahara.

## Datierung
Das Neolithische Subpluvial setzte zu Beginn des Atlantikums im 7. Jahrtausend v. Chr. ein. Bard (1999) gibt die Dauer mit 7000 bis 3000 v. Chr. an, das Ende dieser nassen Periode wird gelegentlich aber bereits um 3300 v. Chr. gesehen.
Gegen Ende des Neolithischen Subpluvials (3500 bzw. 3000 v. Chr.) etablierten sich erneut trockene Verhältnisse. Dies führte zur Desertifikation der Sahara, deren Aridität bis auf den heutigen Tag anhält.

## Geographie und Hydrographie

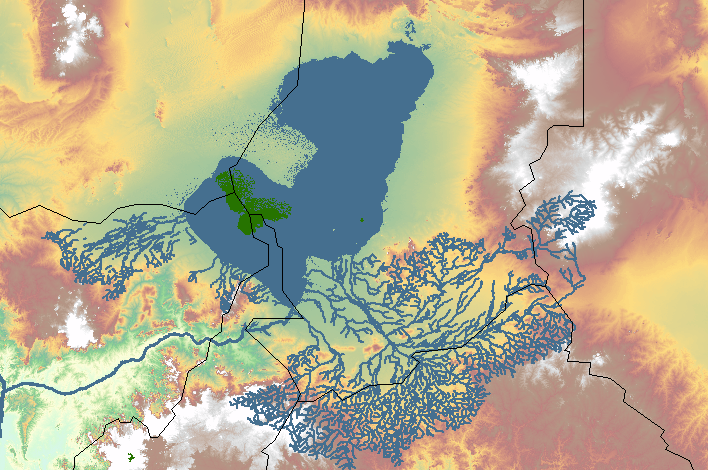
Maximale Ausdehnung des Mega-Tschad; heutiger See in Grün

Während des Neolithischen Subpluvials waren die hydrographischen Gegebenheiten in weiten Teilen Nord-, Zentral- und Ostafrikas sehr unterschiedlich zu den heutigen Bedingungen. Damals bestehende Seen hatten um bis zu 10 Meter erhöhte Wasserspiegel. So erreichte der heute endorheische Tschadsee eine Oberflächenausdehnung von fast 400.000 Quadratkilometern; er übertraf somit das heutige Kaspische Meer und hatte eine maximale Tiefe von 170 Metern (Mega-Tschad). Dieser See entwässerte über den Mayo Kébbi in den Niger, und somit das gesamte Tschadbecken von 2,4 Mio. km². Weitere Abflussänderungen stellten sich beispielsweise beim Turkanasee Kenias ein, der damals zum Nil hin entwässerte. Während des Neolithischen Subpluvials entstanden mehrere flachgründige Seen und Flussläufe, die später dann wieder verschwanden und heute nur mittels Radar und Satellitenbild ausgemacht werden können.

## Ökologie
Während des Neolithischen Subpluvials herrschten in Nordafrika fruchtbare klimatische Bedingungen. Die jetzige Sahara bestand aus einem Savannenökosystem mit Elefanten, Giraffen und anderen für die südlich gelegene Sahelzone typischen Tieren. Auch jetzt ausgestorbene Großtaxa wie beispielsweise Sivatherium und Pelorovis waren noch anzutreffen.
Der Afrikaforscher und Historiker Roland Oliver gibt eine Beschreibung der damaligen Verhältnisse:

„Die heute aus nackten Fels bestehenden Hochländer der Zentralsahara südlich der Libyschen Wüste, wie beispielsweise der Tibesti oder der Hoggar, waren damals von Wäldern aus Eiche, Walnuss, Linde, Erle und Ulme bestanden. Die etwas tiefer gelegenen Regionen wie der Tassili und der Acacus im Norden, sowie der Ennedi und der Aïr im Süden wurden von Oliven und Wacholdersträuchern sowie Aleppokiefern besiedelt. Die Talungen nahmen ganzjährig fließende, fischreiche Gewässer auf, die von samentragenden Graslandschaften umrahmt wurden.“

## Kulturelle Auswirkungen
Die milden und fruchtbaren Bedingungen während des Neolithischen Subpluvials gestatteten jetzt eine weit bedeutendere menschliche Besiedlung des Niltals in Ägypten. Auch im Sudan und in der gesamten Sahararegion siedelten sich neolithische Gemeinschaften an, darunter Kulturen, die beispielsweise im Tassili n'Ajjer (Südostalgerien) Felsmalereien hinterließen.
Die klimatischen Veränderungen brachten für die damaligen Menschen einen bedeutenden Nahrungszuwachs an Fisch, Geflügel, Süßwassermollusken, Nagetieren, Nilpferden und Krokodilen mit sich. Zur Erbeutung dieser aquatischen Biomasse wurden Flöße, Boote, Reusen, Fallen, Harpunen, Netze, Haken, Angelschnüre und Sinkgewichte eingesetzt. Die vom Fluss geprägte Lebensweise ermöglichte wesentlich größere Gemeinschaften als dies unter Jägersippen der Fall war. Als Folge der örtlich entstehenden Töpferei kam es zu kulinarischen Neuerungen wie Suppe, Fischeintopf und Brei, wobei letzterer des Aufsammelns von Getreide bedarf.
Im Jahr 2000 wurden von Archäologen der University of Chicago an der Fundstelle Gobero in der Ténéré-Wüste im nordöstlichen Niger menschliche Überreste entdeckt, die aus dem Neolithischen Subpluvial stammen. Die Gräberfunde sind hervorragend erhalten und stellen somit einen einzigartigen Beleg für menschliche Ansiedlungen dar. Sie werden mittlerweile den Kulturen des Kiffiums (7700 bis 6200 v. Chr.) und des Teneriums (5200 bis 2500 v. Chr.) zugeordnet.
Des Weiteren sind zu nennen die Fundstelle von Anthony Arkell im Sudan am Blauen Nil und die Fundstelle von Gabriel Camps in Südalgerien (Amekni bei Tamanrasset). Von französischen Archäologen wurden ferner Grabungen im Tschad, in Mali und im Niger durchgeführt, die Knochenharpunen und Wellenlinien-Töpferei ans Tageslicht förderten.
Arkell's Fundstätte lag in einer Savannenlandschaft mit einem dreifach höheren Niederschlag als heute. Die Skelettfunde legten eine Verwandtschaft mit heutigen Niloten wie beispielsweise den Nuer und den Dinka nahe. Radiokarbondatierungen ergaben ein Alter von 7000 bis 5000 v. Chr. Arkell zog anhand von Gemeinsamkeiten mit den französischen Funden in Westafrika die Schlussfolgerung, dass diese Jäger und Fischer auf dem Breitengrad von Khartum westwärts bis nach Mali eine eigenständige Kultur gebildet hatten.
Die Fundstelle von Camps wird auf 6700 v. Chr. datiert. Ihre Kulturträger waren Jäger-Sammler und ebenfalls negroiden Ursprungs. Auch sie kannten Wellenlinien-Töpferei.